# Hans Wilhelm Barnewitz
Hans Wilhelm Theodor Otto Barnewitz (* 5. Oktober 1885 in Woserin; † 6. Februar 1968 in Bützow) war ein deutscher Pädagoge, Studienrat und Heimatforscher.

## Leben
Hans Wilhelm Barnewitz wurde als Sohn des Pastors Julius (Carl Paul) Barnewitz und dessen Frau Hermine Auguste Elsbeth, geb. Dosse, in Woserin, Landkreis Parchim, geboren. Während der Volksschule erhielt er Privatunterricht von seinem Vater. Mit 14 ging er in Wolfenbüttel auf das Herzogliche Gymnasium, welches er 1904 mit der Reifeprüfung verließ. Es folgten Jahre des Studiums der klassischen Philologie, Geschichte und Kunstgeschichte in Rostock, München und ab Herbst 1906 wieder Rostock. Nachdem Barnewitz 1910 die Oberlehrerprüfung bestanden hatte, war er 1911/12 als wissenschaftlicher Hilfslehrer am Gymnasium Carolinum tätig. Dort lernte er auch Richard Wossidlo kennen. Ihre gemeinsame Liebe zur mecklenburgischen Heimat und zum Niederdeutschen, die Sammlung von Sagen und Sprichwörtern sowie das schriftliche Bewahren von Sitten und Bräuchen führten zu einer intensiven Freundschaft und spiegelte sich in einem regen Briefwechsel wider. Nach bestandener Doktorprüfung an der Universität Rostock wurde Barnewitz 1914 Oberlehrer am Friedrich-Franz-Gymnasium Parchim. Jedoch wurde er im gleichen Jahr Soldat in einem mecklenburgischen Infanterieregiment und machte, zuletzt als Leutnant, die Schrecken des Krieges bis zum Ende mit. Er setzte sein Studium in Greifswald fort und begann am 1. April 1920 seine Lehrtätigkeit am Realgymnasium Bützow, das dem nunmehr 35-Jährigen zur zweiten Heimat wurde. Die Zeit war geprägt von einem umfangreichen Quellenstudium zur Mecklenburger Heimat- und Volkskunde. Anlässlich des 700-jährigen Bestehens von Bützow 1929 verfasste Barnewitz aus den in den Archiven vorhandenen Quellen eine erste Geschichte der Stadt seit dem Mittelalter. Während der 700-Jahr-Feier hielt er am 10. Juni 1929 im Norddeutschen Rundfunk einen vielbeachteten Vortrag über Bützow.
Auch im Jahr 1929 übernahm Barnewitz ehrenamtlich die wissenschaftliche Leitung des Heimatmuseums zu Bützow, das der Heimatverein in zwei Räumen des ehemaligen Küsterhauses in der Kirchenstraße 13 eingerichtet hatte.
Trotz Denunzierung trat Barnewitz auf Grund seiner christlichen Überzeugung nicht in die NSDAP ein.
Als kommissarischer Leiter der Oberschule für Jungen riet er aufgrund eigener Kriegserfahrungen und dem Verlust seines Sohnes im Zweiten Weltkrieg seinen Primaner erst ihre Schule zu beenden, bevor sie sich freiwillig zur Front meldeten. Nach dem Krieg war Barnewitz bis zur Abberufung 1946 als Schulleiter tätig, blieb anschließend als Lehrer für Latein und Deutsch bis zu seinem Ruhestand 1950 an der Bützower Schule. Nachdem 1948 unter der Leitung von Barnewitz das Heimatmuseum zu Bützow in der Gartenstraße wieder eröffnet worden war, übernahm er 1950 ehrenamtlich die wissenschaftliche Bearbeitung und Auswertung der historischen Bestände des Bützower Stadtarchivs. U. a. legte er Stadtakten- und eine umfangreiche Flurnamenkartei an. Zum 725-jährigen Stadtjubiläum verfasste er einen Teil der Festschrift. Barnewitz ist Mitherausgeber der „Ostmecklenburgischen Heimat“; schrieb über alte Bräuche, Sagen, Sitten, niederdeutsche Sprache und Redewendungen, mecklenburgische Familien- und Ortsnamen, Landes- und Städtewappen sowie über Geschichtliches aus der Vergangenheit von Bützow, Teterow und Gnoien.

## Werke
- Wirtschafts- und Verwaltungsgeschichte des mecklenburgisch-schwerinschen Domanialamtes Doberan. In: Dissertation. Rostock 1925 (uni-rostock.de).

## Veröffentlichungen (Auswahl)
- Warnemünder Volkstum (1925)
- Mecklenburger Wappen (1928)
- Der Schäfer (1928)
- Der Schulze (1928)
- Mecklenburger Städtewappen (1928)
- Festschrift zur 700 Jahrfeier der Stadt Bützow (1929)
- Graf Zeppelin und Mecklenburg (1930) in Mecklenburgische Monatshefte
- Aus dem Bützower Studentenleben (1760–1789). In: Mecklenburgische Monatshefte. Band 6 (1930), Heft 2, S. 65–69 (Digitalisat).
- Der Schuster (1931)
- Der Bauer im Hägerort (1934)
- Teterow und der Siebenjährige Krieg (1936) in Ostmecklenburgische Heimat
- Festschrift zur 725-Jahrfeier der Stadt Bützow (1954)
- Das Amt der Eisen- und Stahlschmiede zu Bützow 1407 (1957);

## Nachlass
- Maschinenschriftliche Manuskripte zur Bützower Stadtgeschichte im Landeshauptarchiv Schwerin
- Sprachliche Sammlung, übergeben an Richard Wossidlo, (Universitätsbibliothek Rostock / Wossidlo-Archiv)
- Nachlass im Heimatmuseum Bützow